# Saganáki

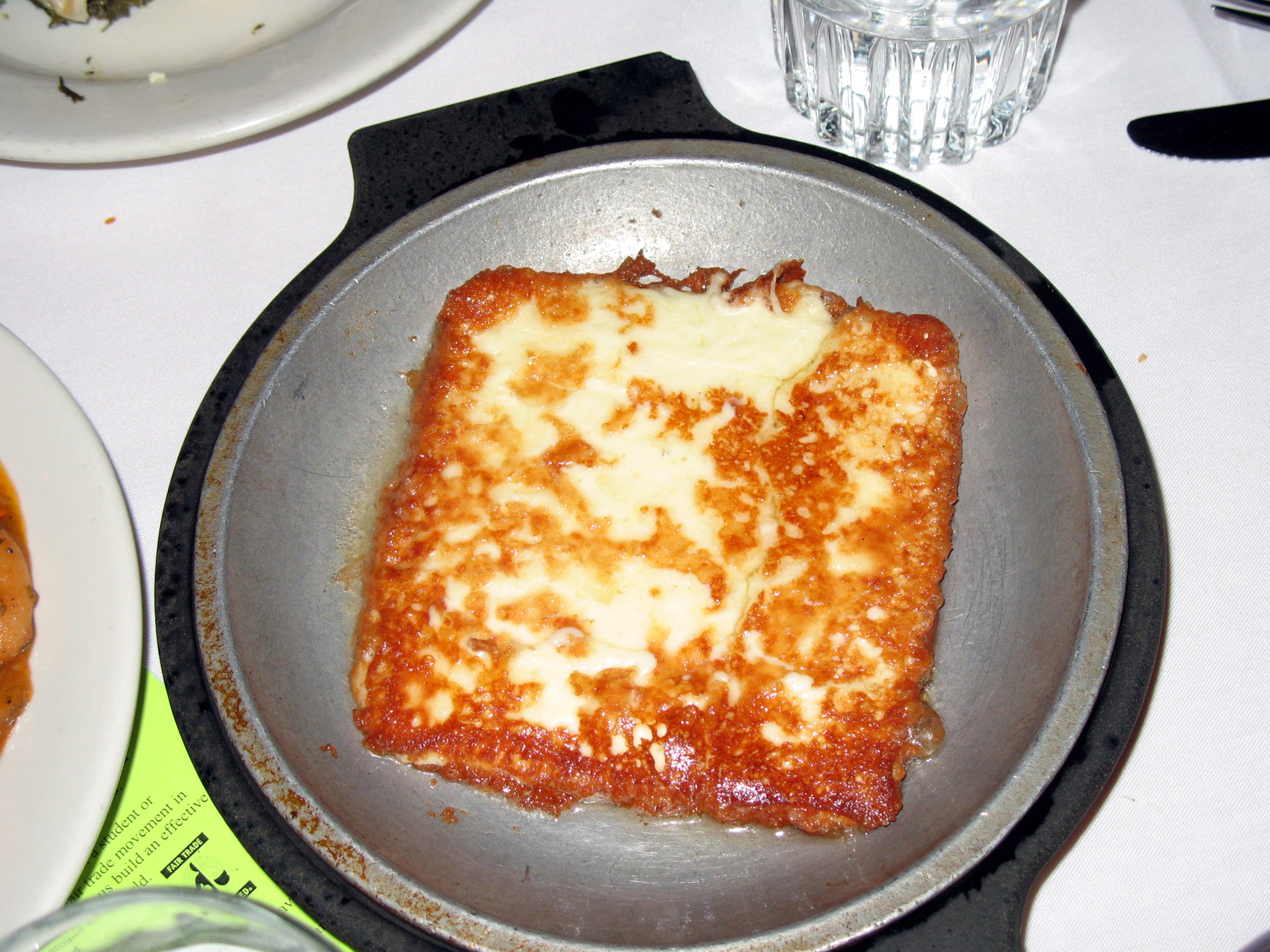
Saganaki.

Le saganáki (en grec σαγανάκι) est une spécialité grecque à base de fromage de brebis, ou parfois de fromage au lait de chèvre, frit à l’huile, très appréciée des touristes.
Les fromages qui sont généralement utilisés sont le kefalograviéra, le kefalotýri, le kasséri ou de la feta. Le kefalograviéra et le kefalotýri sont des fromages très similaires. Toutefois, le premier est plus salé que le second.
En général, la recette du saganáki consiste à recouvrir une tranche de fromage avec un œuf battu et de la farine. Ensuite, on fait frire le fromage dans de l’huile d'olive.
Le kasséri frit, nappé d'œuf battu et servi très chaud, arrosé de jus de citron, est traditionnellement servi avec les mezzés.
Dans certains restaurants du Canada et des États-Unis, une fois le fromage frit, on le flambe à la table avec du brandy (la tradition veut que l'on crie « Opa » à ce moment). Lorsqu’il ne reste plus beaucoup de flammes, elles sont éteintes avec le jus d'un citron.